# Алексеева, Екатерина Ефимовна
Екатерина Ефимовна Алексеева — советский хозяйственный и государственный деятель, лауреат Государственной премии СССР за выдающиеся достижения в труде.

## Биография
Родилась в 1938 году в Ленинградской области. Член КПСС.
В 1955—1991 — доярка фермы «Бор» совхоза имени Ф. Э. Дзержинского Лужского района Ленинградской области.
За широкое использование результатов научных исследований и передового опыта, обеспечивших существенное повышение эффективности производства и качества животноводческой продукции была в составе коллектива удостоена Государственной премии СССР за выдающиеся достижения в труде 1977 года.
Делегат XXVI съезда КПСС.
Жила в Лужском районе.

## Награды
- Орден Ленина
- Орден Трудового Красного Знамени